# 法医口腔学
法医口腔学为一种合适处理、检测、评估口腔学（牙科）证据，以对司法审讯中提供评价的学科。其证据包括牙齿等确定年龄和身份，其通过比较死者生前牙科记录和生前信息等而得出。第一个法医口腔学家为美国的保罗·李维尔（Paul Revere），其为美国独立战争中死去的士兵确定身份。
其他类型的证据包括咬痕，通常留在被害者或者凶手身上，或者犯罪现场的某些物体上。在青少年虐待案件中常常用到咬痕。

## 主要方向
法医口腔学的主要方向包括六种：
- 人类残骸的鉴定工作
- 重大灾难后的鉴定工作
- 咬痕的评估工作
- 虐待案件的评估工作
- 涉及医疗事故的民事案件
- 年龄测试